# Asia (1734)
L'Asia fu un vascello di linea spagnolo da 64 cannoni che prestò servizio nell'Armada Española tra il 1735 e il 1748.

## Storia
La sua costruzione iniziò presso il cantiere navale di L'Avana, nell'isola di Cuba, verso la metà del 1734 sotto la direzione di Juan de Acosta. Si trattava di uno dei quattro vascelli che dovevano essere realizzati in loco per la Real Armada. Venne varato il 18 dicembre dello stesso anno e fu pronto verso la metà marzo 1735, anche se fu trasferito a Cadice per completarne l'armamento. 
All'inizio del 1736 salpò da Cadice in forza alla squadra navale, composta da otto navi, sotto il comando di don José Alfonso Pizarro con il compito di rimpatriare l'esercito spagnolo presente in Italia. La squadra, composta dai vascelli Asia, Europa, San Isidro, Andalucía, Hércules, África e Nueva España, e dalla fregata La Fama, toccò i porti di La Spezia e Livorno, e poi Bitonto, Gaeta e Palermo.
Nel 1739 fu messo in armamento presso l'arsenale de La Carraca, a Cadice, salpando con la squadra al comando di don Manuel López Pintado, Marchese di Torre Blanca, diretto verso la costa della Galizia, arrivando a Ferrol il 30 marzo 1740. 
Si unì alla squadra di José Alfonso Pizarro, composto dalle navi di linea Asia, Guipúzcoa, e dalla fregate Esperanza, San Esteban ed Hermiona, e dal brigantino Mercurio.  Esse salparono verso i mari del sud il 7 ottobre 1740 con il compito di intercettare la squadra britannica al comando del commodoro George Anson. A causa dei persistenti venti contrari le unità dovettero ritornare in porto, salpando nuovamente il 21 ottobre. L'Asia era al comando del capitano Francisco Lastarría. 
La formazione arrivò a Río de la Plata nel gennaio 1741 e verso la fine di febbraio a Capo di Buona Speranza, quasi contemporaneamente allo squadra britannica. L'Asia fu sul punto di catturare il Pearl quando una tempesta disperse la formazione spagnola. L'Asia  rientrò a Río de la Plata avendo perso 300 uomini del suo equipaggio, e venne ancorato a Montevideo per le necessarie riparazioni. 
Tra il dicembre 1741 e il gennaio 1742 fallì per la seconda volta nel suo tentativo di passare nell'Oceano Pacifico, perdendo gli alberi di maestra e di trinchetto. Ritornò a Montevideo nel febbraio 1742 per nuove riparazioni. 
Salpò da Montevideo per la Spagna il 15 ottobre 1745 con a bordo un milione di pesos della zecca di Buenos Aires. Parte dell'equipaggio, che era stato imbarcato con la forza a Montevideo, era formato da prigionieri inglesi, contrabbandieri portoghesi, indios paraguayani e delle pampa argentine, e poi vi erano uomini della milizia di Buenos Aires e qualche marinaio spagnolo. Durante la navigazione in alto mare, una notte parte dell'equipaggio si ammutinò, uccidendo 20 uomini dell'equipaggio e ferendone altri 50, e poi si diressero verso le cabine degli ufficiali. Solo la decisa reazione di uno di essi, Pedro Mendinueta, che uccise con un colpo di pistola il capo degli ammutinati, Orellana, li costrinse alla resa.
L'Asia arrivò a Corcubión il 2 gennaio 1746, dove sbarcò parte del denaro, e poi rientrò a Ferrol il 19 gennaio. In quello stesso anno fu giudicato non più in grado di prestare servizio a causa delle sue condizioni generali, ma poiché vi erano notizie di una squadra britannica che poteva attaccare Ferrol, il vascello venne messo in stato allerta all'inizio del novembre del 1748. In quello stesso anno iniziò la sua demolizione.

### Fonti
1. 1 2 3 4 5 6 7  Todoababor.
2. 1 2  Huarte 1984, p. 51.
3. 1 2  Huarte 1984, p. 52.
4. 1 2 3  Huarte 1984, p. 53.
5. 1 2  Huarte 1984, p. 54.
6. 1 2 3 4  Huarte 1984, p. 55.